# Sexy Sushi
Sexy Sushi es un grupo musical de electroclash de Francia. Los miembros son Rebeka Warrior y Mitch Silver.  Sus primeros discos eran publicados por discográficas alternativas, como Wonderground.  Ahora los álbumes son publicados de Scandale Records.  Su álbum más actual, Cyril tiene canciones electrónicos más "limpias" y no parece "hecho en el garaje" como sus otras publicaciones según una entrevista.

## Discografía
- 2004: J'en veux j'en veux des coups de poing dans les yeux (CDR, Merdier Record / WonDerGround Distribution)
- 2005: Défonce ton ampli (CDR, Merdier Records / Wonderground)
- 2005: Caca (CDR, Merdier Records / Wonderground)
- 2006: Ça m’aurait fait chier d’exploser (CDR, Merdier Records / Wonderground)
- 2008: Marre Marre Marre (Believe)
- 2009: EP Sexy Sushi (SV03, Scandale Records)
- 2009: Tu l'as bien mérité (SC002, Scandale Records)
- 2010: Château de France
- 2010: Cyril (L'autre distribution)[3]
- 2011: Mauvaise foi
- 2011: Flamme
- 2013: Vous n'allez pas repartir les mains vides?